# Nikolaï Krasnov
Pour les articles homonymes, voir Krasnov.
Nikolaï Petrovitch Krasnov (en serbe : Николај Петрович Краснов ; en russe : Никола́й Петро́вич Красно́в), né le 22 octobre 1864 à Khomoutovo, près de Moscou et mort le 8 décembre 1939 à Belgrade, est un architecte russe et serbe important de son époque par ses créations, tant dans le domaine de l'architecture et de l'urbanisme que dans la décoration d'intérieur et les arts appliqués. Après la révolution, il a émigré en Serbie où il a beaucoup travaillé et, notamment à Belgrade. Il représente alors l'historicisme académique serbe dans l'entre-deux-guerres.

## Biographie

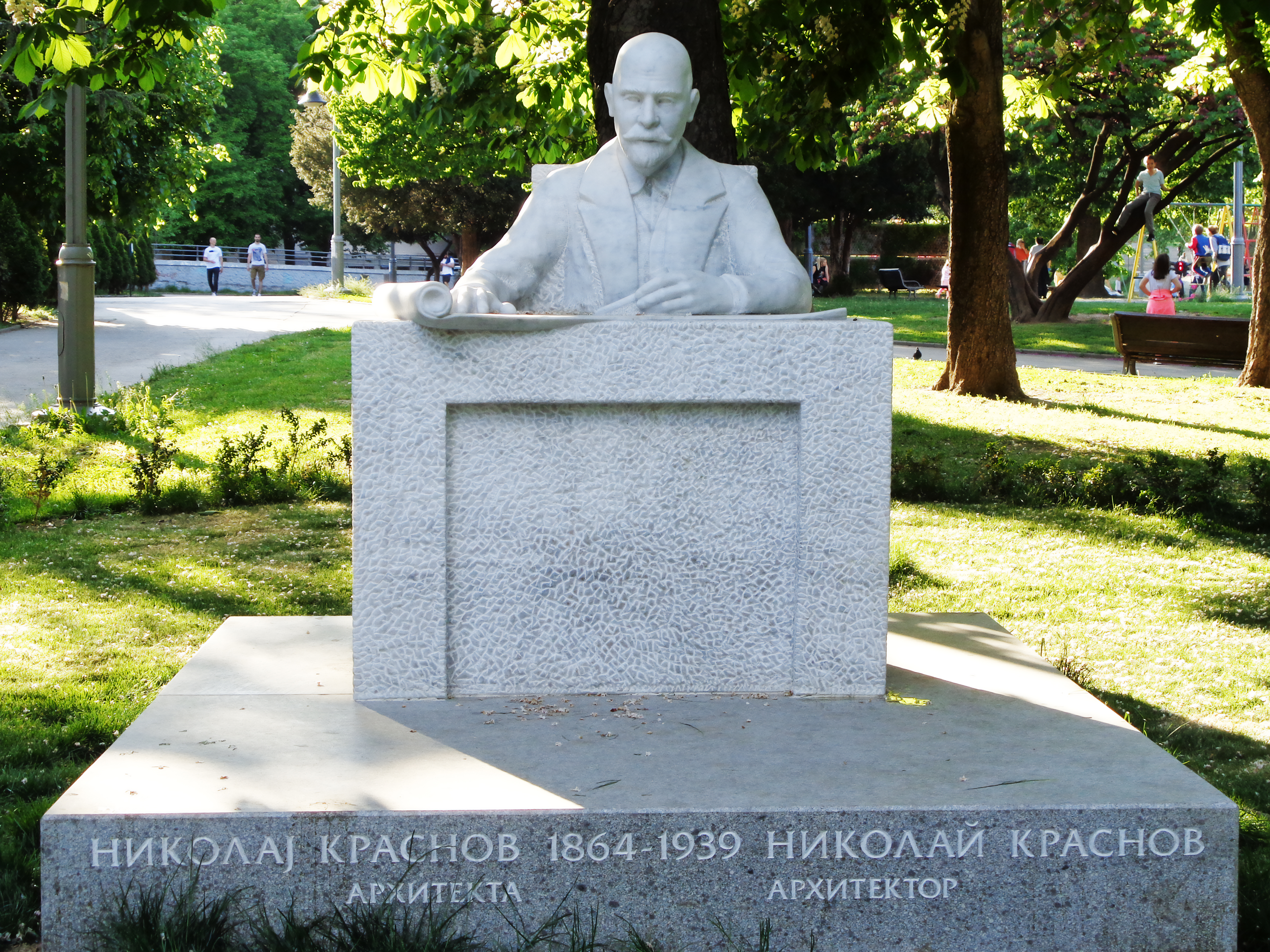
Belgrade

Nikolaï Krasnov est né le 23 octobre 1864 près de Moscou en Russie. Il étudie à l'École de peinture, de sculpture et d'architecture de Moscou en 1885 puis devient architecte de la ville de Yalta, en Crimée, ]où il construisit un certain nombre d'édifices et de villas (dont certaines sont aujourd'hui classées), en ville et dans les environs, comme l'église catholique de Yalta (en style gothique) ou les bains Roffe en style néomauresque. Il est surtout aussi l'architecte du palais Youssoupoff à Koreïz, puis de l'immense palais de Livadia bâti pour la famille impériale. Il se rend célèbre pour la construction de l'extravagante villa Dulber (1895-1897), construite en style néomauresque pour le grand-duc Pierre Nikolaïevitch de Russie. 
Nikolaï Krasnov émigre après la révolution d'Octobre. En 1919, il passe par Gallipoli, puis s'installe à Malte. Ensuite, à l'invitation du Conseil des ingénieurs et des techniciens russes, établie au royaume de Yougoslavie, il vient s'établir à Belgrade en 1922.
Krasnov s'imprégna rapidement des tendances modernes de l'architecture serbe et travailla au ministère au service architectural du ministère de la Construction, où il disposait du statut d'ingénieur contractuel, d'inspecteur des bâtiments. Il se fit rapidement remarquer et devint l'un des architectes privilégiés pour les édifices publics et royaux, construisant de nombreux édifices entre 1923 et 1939.
Nikolaj Krasnov est mort le 8 décembre 1939 et il est enterré dans la section russe du nouveau cimetière de Belgrade.

## Œuvres

### En Crimée
- la cathédrale Saint-Alexandre-Nevski de Yalta, 1891-1902 ;
- la villa Dulber
- le palais de Livadia
- le palais Youssoupoff

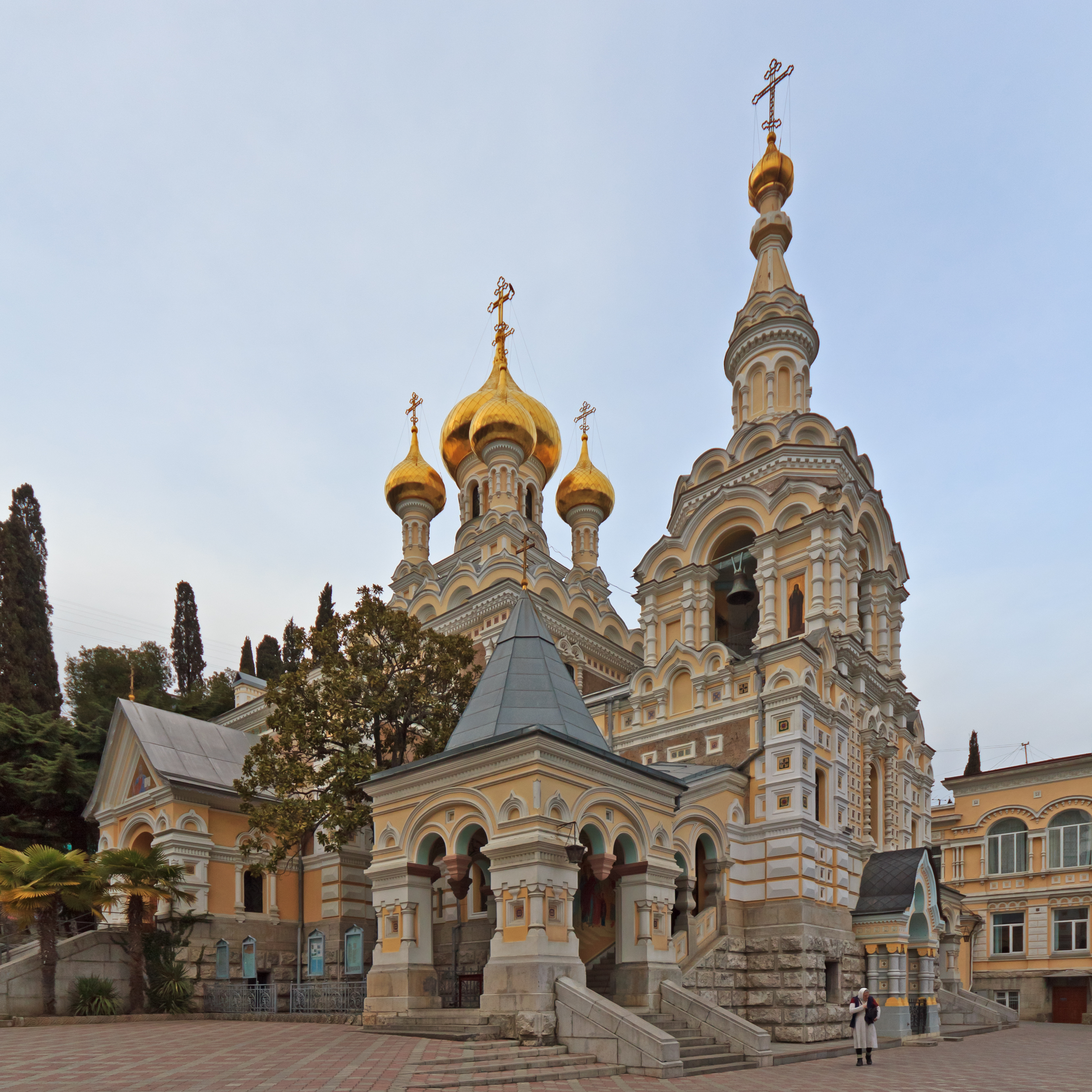
La cathédrale Saint-Alexandre-Nevski de Yalta
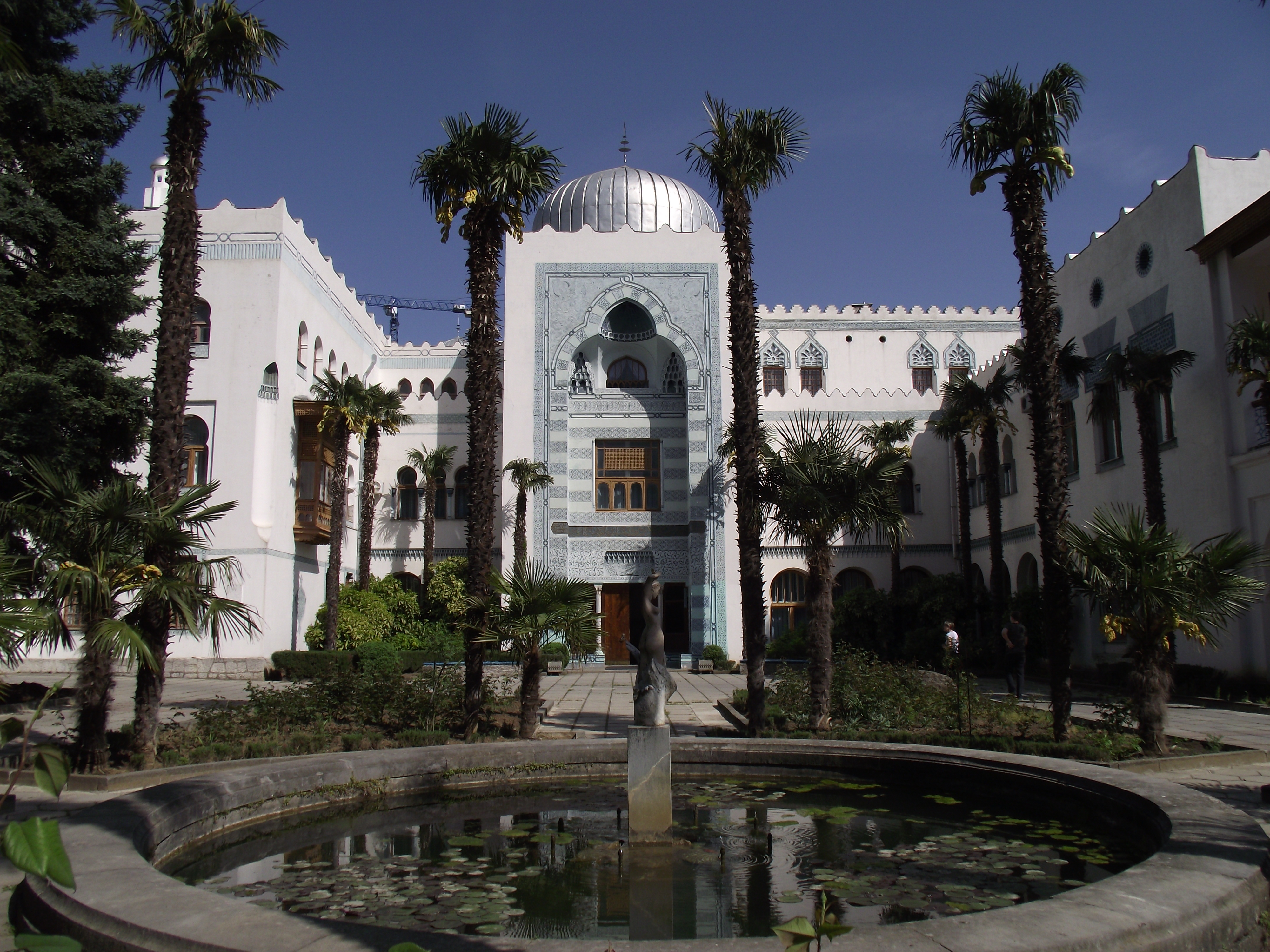
La villa Dulber
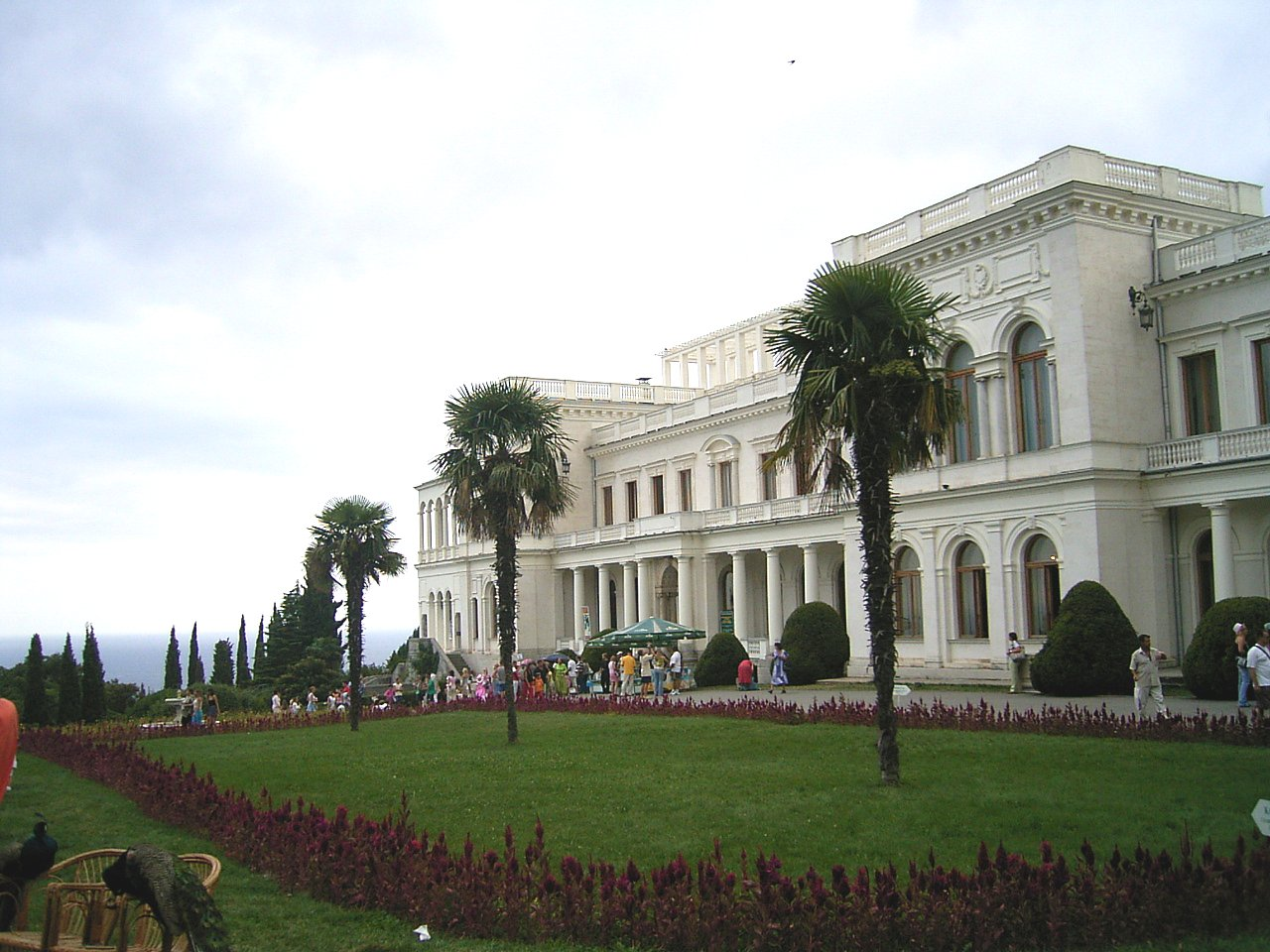
Le palais de Livadia, en Crimée

### À Belgrade

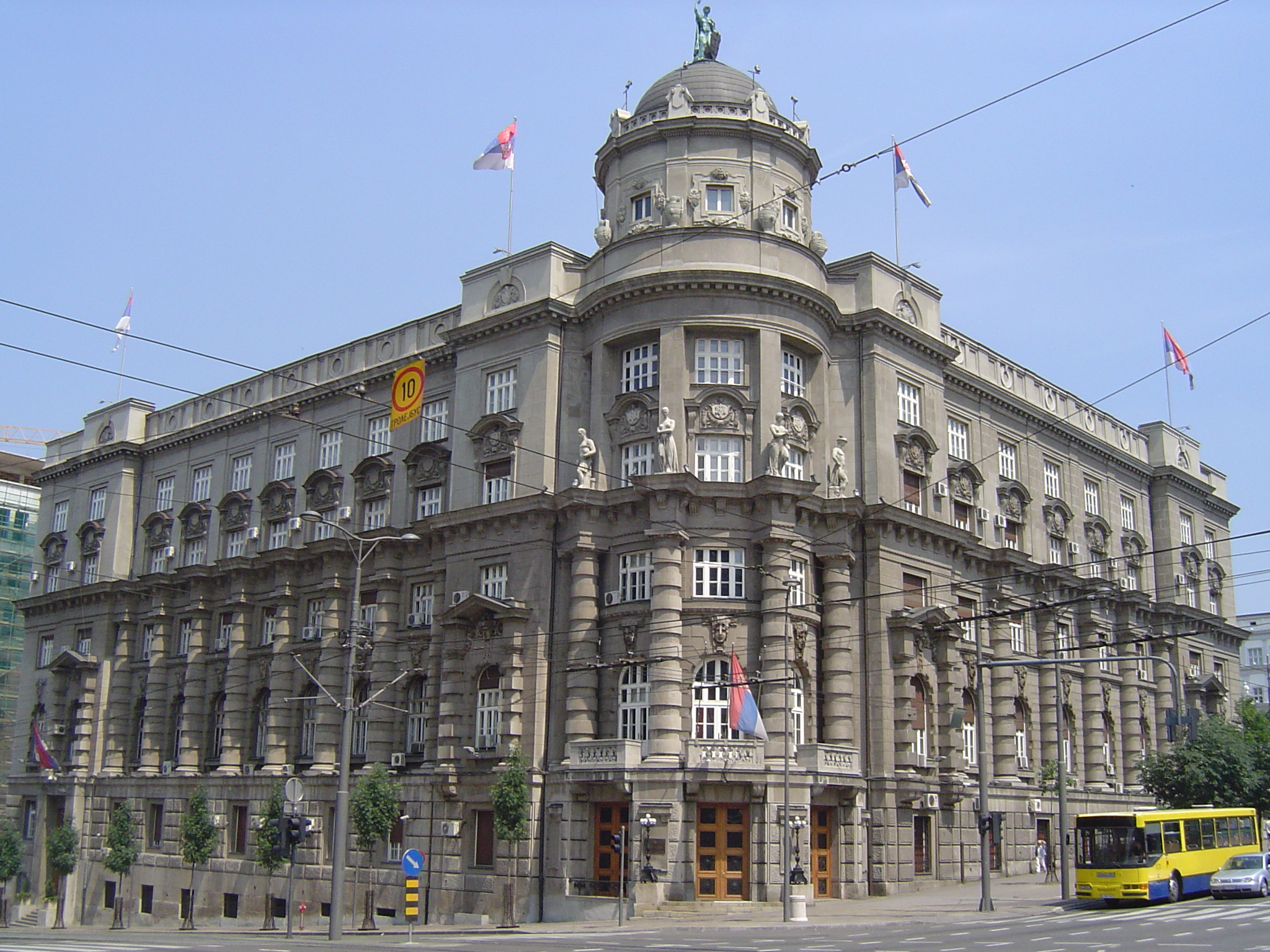
Actuel bâtiment du ministère des Affaires étrangères

- Rénovation de l'église Ružica, situé dans la forteresse de Belgrade, 1924.
- le bâtiment du ministère des Finances du royaume de Yougoslavie, à l'angle des rues Nemanjina et Kneza Miloša; entre 1926 et 1928[1].
- le bâtiment du ministère de la Forêt et des mines et du ministère de l'Agriculture et de la Gestion de l'eau, modifié par Krasnov ; il abrite aujourd'hui le ministère des Affaires étrangères, 1926-1928[2].
- le Musée des arts appliqués de Belgrade, 1927-1929.
- le bâtiment des Archives de Serbie, rue Karnegijeva, construit en 1928.
- un projet pour le bâtiment du Manège, rue Kralja Milana, auquel Krasnov travailla en 1927 ; le bâtiment de l'ancien manège, complètement reconstruit, abrite aujourd'hui le Théâtre dramatique yougoslave[3].
- le pont du Roi-Alexandre-Ier, sur la Save, reliant Belgrade et Zemun, 1931.
- le projet du Kraljevski dvor, le Palais royal, 1929-1934.
- l'aménagement du bâtiment du conseil d'État du royaume de Yougoslavie, à l'angle des rues Kneza Miloša et Admirala Geprata, 1929 ; l'édifice abrite aujourd'hui le ministère des Finances de la république de Serbie.
- l'immeuble du 9 de la rue Knez Mihailova.
- l'immeuble de Đorđe Radojlović, au 2a de la rue Braće Jugovića, 1929-1930.
- l'immeuble de bureaux situe au 14 Terazije, 1930, dans un style éclectique.
- un immeuble situé 14 rue Kneza Miloša, 1930 ; il abrite aujourd'hui le Centre culturel grec.